# You Should Meet My Son!
You Should Meet my Son è un film del 2010 diretto da Keith Hartman.
La pellicola narra di una madre conservatrice che deve fare i conti con l'omosessualità di suo figlio.

## Trama
Una vedova conservatrice, Mae Davis, e la sua sorella zitella Rose sono determinate a trovare la ragazza perfetta per il figlio di Mae, Brian, fino a quando scoprono casualmente che il ragazzo è gay e che per i cinque anni precedenti ha avuto una relazione con Dennis, che pensavano fosse solo il suo compagno di stanza. Inizialmente Mae non prende bene la cosa, ma dopo aver fatto i conti con l'omosessualità di suo figlio e aver appreso che Dennis ha lasciato Brian per un altro uomo, Mae decide di trovare l'uomo perfetto per Brian.
Insieme a Rose, Mae esplora siti per incontri gay ed inizia a frequentare un bar gay, dove fa amicizia con una drag queen, un leathermen e Chase, uno studente d'arte che lavora nel bar come spogliarellista. Con l'intenzione di presentare Brian e Chase, le due donne organizzano una cena, alla quale Brian si presenta insieme a Jennie Sue, figlia di un predicatore cristiano, e nel corso della quale egli annuncia di non essere più gay e di volersi sposare con la ragazza.
Mae è convinta che Brian si stia comportando così per evitare di soffrire per amore amando un ragazzo gay, ma decide di non lasciarlo intrappolare in un matrimonio senza amore. Mae organizza un'altra cena invitando i suoi amici dal bar gay, dei membri di un gruppo giovanile locale gay, nonché i genitori di Jennie Sue. La cena si trasforma presto in una vera e propria baraonda e alla fine Brian che ammette di non poter sposare Jennie Sue perché è ancora gay, mentre i genitori di Jennie Sue rivelano che lei è una lesbica repressa e la rinnegano cacciandola di casa. Mae e Rose invitano la ragazza a trasferirsi a vivere con loro.
Il film si conclude con tutti i personaggi che celebrano la nuova libertà di Brian e Jennie Sue, lasciando aperta la possibilità a Brian e Chase di riunirsi.

## Produzione
Il film è stato girato in 18 giorni in diversi luoghi a Los Angeles.

## Riconoscimenti[5]
- 2010 - Outflix Film Festival
  - Best Domestic Feature a Keith Hartman
- 2011 - FilmOut San Diego
  - Best Narrative Feature
  - Miglior attrice a Joanne McGee
  - Miglior attrice non protagonista a Carol Goans

## Sequel
Nel 2018 il regista ne ha girato un sequel intitolato You Should Meet My Son 2! ed interpretato da un cast completamente differente.

## Citazioni cinematografiche e televisive
- Brian afferma che egli ha visto Auntie Mame, riferimento al film La signora mia zia (1958).
- Rose afferma di aver sentito parlare della serie The Oprah Winfrey Show su Google.